# Jean-Noël Roy
Pour les articles homonymes, voir Roy.
 (janvier 2021).
Si vous disposez d'ouvrages ou d'articles de référence ou si vous connaissez des sites web de qualité traitant du thème abordé ici, merci de compléter l'article en donnant les références utiles à sa vérifiabilité et en les liant à la section « Notes et références ».
 (janvier 2021).
La mise en forme du texte ne suit pas les recommandations de Wikipédia : il faut le « wikifier ».
Les points d'amélioration suivants sont les cas les plus fréquents. Le détail des points à revoir est peut-être précisé sur la page de discussion.
- Les titres sont pré-formatés par le logiciel. Ils ne sont ni en capitales, ni en gras.
- Le texte ne doit pas être écrit en capitales (les noms de famille non plus), ni en gras, ni en italique, ni en « petit »…
- Le gras n'est utilisé que pour surligner le titre de l'article dans l'introduction, une seule fois.
- L'italique est rarement utilisé : mots en langue étrangère, titres d'œuvres, noms de bateaux, etc.
- Les citations ne sont pas en italique mais en corps de texte normal. Elles sont entourées par des guillemets français : « et ».
- Les listes à puces sont à éviter, des paragraphes rédigés étant largement préférés. Les tableaux sont à réserver à la présentation de données structurées (résultats, etc.).
- Les appels de note de bas de page (petits chiffres en exposant, introduits par l'outil «  Source ») sont à placer entre la fin de phrase et le point final[comme ça].
- Les liens internes (vers d'autres articles de Wikipédia) sont à choisir avec parcimonie. Créez des liens vers des articles approfondissant le sujet. Les termes génériques sans rapport avec le sujet sont à éviter, ainsi que les répétitions de liens vers un même terme.
- Les liens externes sont à placer uniquement dans une section « Liens externes », à la fin de l'article. Ces liens sont à choisir avec parcimonie suivant les règles définies. Si un lien sert de source à l'article, son insertion dans le texte est à faire par les notes de bas de page.
- La présentation des références doit suivre les conventions bibliographiques. Il est recommandé d'utiliser les modèles {{Ouvrage}}, {{Chapitre}}, {{Article}}, {{Lien web}} et/ou {{Bibliographie}}. Le mode d'édition visuel peut mettre en forme automatiquement les références.
- Insérer une infobox (cadre d'informations à droite) n'est pas obligatoire pour parachever la mise en page.

Pour une aide détaillée, merci de consulter Aide:Wikification.
Si vous pensez que ces points ont été résolus, vous pouvez retirer ce bandeau et améliorer la mise en forme d'un autre article.
Jean-Noël Roy, né le 26 décembre 1927 aux Ponts-de-Cé dans le Maine-et-Loire et mort le 12 avril 2020, est un auteur et réalisateur de télévision également scénariste, producteur de cinéma et écrivain.

## Biographie

### Famille
Jean-Noël Roy naît aux Ponts-de-Cé dans le Maine-et-Loire. Il est le fils de Jeanne Rozier, pianiste et chanteuse, infirmière durant les 4 années de la grande guerre et de René Roy, aveugle de guerre à 22 ans, le 16 avril 1917, à l’attaque du Chemin des Dames, ingénieur général des Ponts et Chaussées et économiste. Il est marié à Marie Méhu, documentaliste et auteur de télévision. Il est le père de François Roy, producteur de musique, compositeur et dirigeant du webline, X-Track Radio et de Justine Pearce, chef costumière, enfants qu’il a eus avec Éliane Camus. Il est le beau-père de Jérôme Laperrousaz, cinéaste, de Pascal Laperrousaz, opérateur et cinéaste, et de Guillaume Laperrousaz, psychiatre, psychanalyste, tous trois enfants d’Éliane Camus.

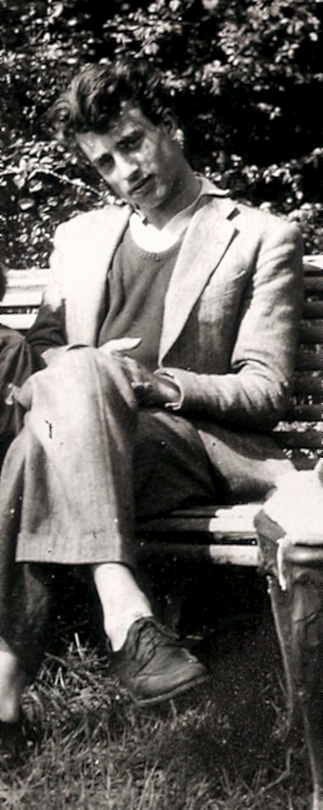
Photo de Jean-Noël jeune

### Formation et débuts
Au Collège Sainte Barbe où il fait ses études, il est l’élève du philosophe Paul Masson Oursel, orientaliste. Le cinéaste Éric Rohmer qui s’appelle encore Maurice Scherer, alors surveillant du collège, emmène régulièrement quelques-uns de ses élèves dans les cinémas d’essai du quartier latin, proche du collège, les initiant petit à petit au cinéma. Il suit un temps une école d’agriculture à Cernier en Suisse, puis des cours de théâtre et de diction avec Jean Dehélly, sociétaire de la Comédie-Française et devient comédien de la troupe des Surmasques où il interprète le rôle du jeune premier dans un drame sur la résistance Quand France était la morte de Jean-Louis Garet, pièce présentée au concours des jeunes compagnies créé par Hubert Gignoux.
Il interprète , pour la Compagnie Antigone, le rôle d’Hémon dans l’Antigone de Jean Anouilh représentée  au théâtre de la Cité Universitaire à Paris, puis, le cours de cinéma et de littérature d’Odette Dagan, sœur de Paul Dagan. Celui-ci crée l’IDHEC à Nice à la fin de l’occupation avec Marcel L‘Herbier. Il fait un stage au Laboratoire GTC à Joinville sous la direction de Monsieur Bonnerot, directeur du laboratoire. Pour le cinéma, il est assistant réalisateur de Jean-Claude Huysmans, documentariste du film Les Animaux de Paris et d’Howard Friedman pour un film sur la danse.
Entré à la télévision française en septembre 1951, d’abord assistant puis devenu réalisateur en 1954, Il choisit de travailler dans tous les genres et selon toutes les techniques, avec une préférence pour le direct, pas seulement pour le sport, mais pour transmettre instantanément au public, toutes les transformations de la société et de la vie, notamment dans ce que l’on a appelé Les grands directs, mélange de reportage et de fiction.

### Parcours professionnel
- 1951 : Assistant réalisateur à la télévision française, la RTF. Il assiste Albert Riéra, ancien assistant et coscénariste de Jean Vigo pour Zéro de conduite et L’Atalante, Jean Kerchbron pour de nombreuses émissions dramatiques, François Chatel qui réalise avec Pierre Tchernia Trente six chandelles, émission de variétés de Jean Nohain, Frédéric Rossif, directeur du service cinéma de la télévision, Pierre Viallet, réalisateur de Marcel L’Herbier, producteur d’une émission sur le cinéma rencontre à cette occasion de nombreux réalisateurs de cinéma, notamment Jean Renoir, Alberto Cavalcanti , Jean Grémillon et surtout Abel Gance qui marquera sa vie.

- 1954 : Il est homologué réalisateur par la commission présidée par Jean d’Arcy, directeur des programmes.

### Mort
Jean-Noël Roy meurt le 12 avril 2020.

## Réalisateur et auteur de télévision

### Information
- 1959 - 1963: Cinq colonnes à la une, de Pierre Desgraupes, Pierre Dumayet, Igor Barrère et Pierre Lazareff.
- 1959 - 1960 : En français dans le texte, de Louis Pauwels, Jacques Mousseau et Jacques Bergier.
- 1967-1969 : Panorama.
- 1969 : Point Contre point, de René Puissesseau.
- 1971 : Objectifs de Pierre Dumayet et Jean Cazenave.

## Directs

### Reportages-Fictions
- 1962-1963:  La Légende des temps modernes, réalisateur et coproducteur avec Claude Thomas, grands reportages réalisés de nuit en direct sur de grandes réalisations industrielles ou scientifiques, de grands travaux où se mêlent directs et fictions.
- 1962: L’Usine dans les sables, naissance d’Usinor à Dunkerque, la plus grande aciérie d’Europe, filmée sur les plages mêmes où ont eu lieu les combats de 1940.
- 1962: L’Usine sans hommes, ou les rêves du pays d’enfance d’un contrôleur qui surveille seul, de nuit, une gigantesque usine d’aluminium qui fonctionne grâce au gaz de Lacq.
- 1962: La Machine échappée, avec le service de la recherche d’IBM et la rédaction de la revue Planète : une caméra vidéo sans fil s’échappe seule en direct place Vendôme sous les yeux de passants incrédules: premiers essais de conception de scénarios par ordinateur avec Jacques Bergier, auteur avec Louis Pauwels, du Matin des magiciens.
- 1963: Zone interdite, dans la plaine de Limours, le centre de contrôle technique des émissions sonores du monde entier, tandis que Jean Topart et Jacques Rispal embarquent dans le studio 3 de Cognac Jay dans un décor de navire en pleine mer.
- 1963: Le Pont de Tancarville, au cours d’un mariage filmé en direct sur le pont, visite et histoire de l’édification de ce pont, évocation de légendes des lieux depuis les incursions vikings, Arsène Lupin, le château de Maurice Leblanc.

### Grands directs d’événements exceptionnels
- 1965: Sauvetage en mer, de et avec Pierre de Saint Jouan, Pierre Tchernia et Paul Guimard : un journaliste, abandonné en pleine mer dans un canot pneumatique, est recherché en direct par tous les moyens de sauvetage en service au large de Lorient, avion, hélico, bateaux de pêche et de la marine nationale.
- 1968: Paris souterrain, avec Roger Louis, Michel Péricard et François de Closet : du toit de l’opéra Garnier, une caméra plonge sous terre à la fin du journal télévisé et découvre, grâce à des moyens techniques impressionnants, tous les travaux qui se déroulent simultanément dans les souterrains de la région parisienne.

### Séries en direct
- 1966-1967: Les Clefs du futur, produit par Roger Louissur les grands sujets d’actualité : urbanisme, transport, enseignement...Par exemple :
- 1966: En direct de Sarcelles, au cœur de cette ville nouvelle, de nuit, des politiques, des urbanistes et Roger Louis interrogent la population sur ce qu’ils pensent de leur ville, ils répondent en direct en allumant ou éteignant les lumières de leurs appartements.
- 1979-1980: Mi fugue, Mi raison de Patrick Laffont, directs et reportages filmés en multiplex sur des sujets de fiction, de variétés, d’actualités dans toute la France.

## Fictions
- 1965: Est-il bon, est-il méchant, de Denis Diderot, adaptation Eliane Camus, JN Roy.
- 1970: Guillaume le conquis,  co-auteur avec Éliane Camus.
- 1974: La Montagne, co-auteur avec Éliane Camus.
- 1982: L’ange de l’ondulation avec Claudine Chauveau d’après la vie de Marcel Grateau, inventeur du fer à friser-Antenne 2.

## Séries
- 1966: Dans la série Pour le Plaisir : Giacometti à la Galerie Maeght avec François Roy, enfant de 9 ans.
- 1967: Dans la série Pour le Plaisir : Le remonteur d’horloges.
- 1967: Dans la série DIM DAM DOM: Marguerite Duras à la Petite Roquette.
- 1988: La conquête de l’Espace, écriture et réalisation de 5 épisodes sur l’histoire de la conquête spatiale FR3.

## Documentaires
- 1961: Youri Alexeievitch Gagarine.
- 1969: Les oiseaux disparus, Première chaine.
- 1983: Charles-André Julien, Voyages et propos d’un hérétique, TF1 Du Maghreb à la Russie soviétique 2) Front populaire, pouvoir et décolonisation.

- 1990: Ohana et Purcell à l’Opéra de Vichy, France 3.
- 1992: Des américains à Giverny, Les Arts Océaniques France 3.
- 1992: Les donneurs de voix, Les aveugles et la voix humaine, La voix Soirée Thématique  Alain Jaubert Arte.
- 1995: Hugo Pratt, Milo Manara et Federico Fellini, maîtres de la Bande Dessinée, Arte.
- 2006: Marianne Clouzot ou l’enfance de l’art, avec Marie Méhu, une femme peintre du siècle, musée Marianne Clouzot/JNR.

## Comédies musicales
- 1981: Celle qui danse ou le rendez-vous de Cabourg - à propos de et avec Michel Berger, réalisée au grand hôtel de Cabourg avec France Gall, Michel Balavoine, André Téchiné.
- 1981-1982: Délires  avec François Roy`
- 1982: Le Moulin à remonter le poivre - en collaboration avec François Roy et Boris Bergman, avec Richard Leduc, Étienne Daho, Agnès Soral, Charlélie Couture, Eddie Constantine, Alain Bashung.

## Variétés
- 1967: Au Temps des Diligences, avec Éliane Camus et Claude Thomas Chez Dina Vierny à Mitinville.
- 1968: Au Temps des Bugatti, avec Éliane Camus et Claude Thomas à Chelles autour du musée de l’automobile.

## Jeunesse
- 1958-1959 : De toutes les couleurs, avec Marie-France Rivière
- 1958: Les Histoires de Cécile, avec Cécile Aubry
- 1958: Pierre et le loup, de Prokofiev, adapté pour la jeunesse
- 1978-1979: Je rêve, tu rêves, série d’émissions écrites avec des enfants des écoles, contes imaginés et réalisés à partir de leurs rêves Antenne 2.

## Magazines/Séries
- 1956-1964: Magazine de l’aviation et de l’espace  : Réalise avec André Turcat, pilote d’essai, plusieurs émissions sur le Concorde, les premières émissions sur Youri Gagarine et les débuts de la Conquête de l’espace
- 1959: L’Industrie aéronautique française a 50 ans (Magazine de l’aviation).
- Air et espace série de directs réalisés à partir de l’aéroport d’Orly.
- 1962 Inauguration d’Orly Sud par le général de Gaulle.
- 1965 Salon du Bourget Rencontre entre Youri Gagarine, John Glenn et Alan Shepard.Jean-Noël tournage Dario Fo

## Théâtre
- 1990 : Mémoires de stars, rêves de scènes, avec Jean Gabriel Carasso et Jean-Claude Lallias Éducation Nationale – Rencontre au sur le tournage de Jacques Lecoq Festival d’Avignon entre metteurs en scènes, acteurs et public.

- 1992 : Les mécanos du rêve, France 3 Lille diffusé sur Arte – Histoire d’une troupe de théâtre de rue: Collectif Organum.

- 1999 : Les deux voyages de Jacques Lecoq, avec Jean Gabriel Carasso et Jean-Claude Lallias On Line Productions, ANRAT, LA Sept ARTE-Jacques Lecoq et son école de théâtre.

- 1999 : La leçon de théâtre de Jacques Lecoq, avec Jean Gabriel Carasso et Jean-Claude Lallias La Cinquième.

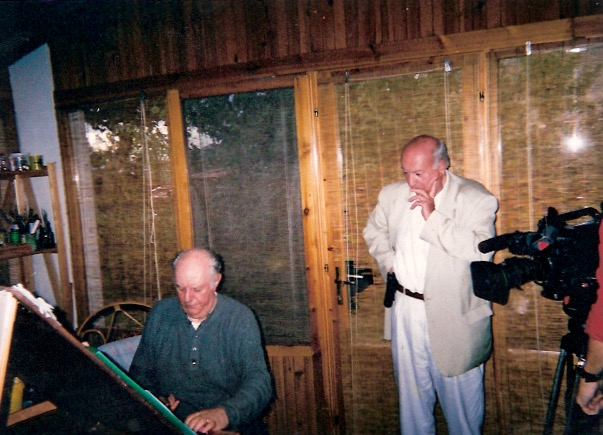
Jean-Noël tournage Dario Fo.

- 2001 : Un théâtre citoyen dans la ville, avec Jean-Claude Lallias et Jean-Gabriel Carasso On Line Productions – ARTE – Expérience de Stanislas Nordey et Valérie Lang au théâtre Gérard-Philipe de Saint-Denis.

- 2003 : Louis Jouvet ou l’amour du théâtre.
- France 3 avec Jean-Claude Lallias Interviews de J. Binoche, D. Gélin, M. Mélinand, R. Renucci, L. Terzieff,  P. Torreton.

## UNESCO
- 2000: D’Abou Simbel à Angkor.
- 2005: Impulsions  ( Impulse) ou  Le 60e anniversaire de l’UNESCO avec Marie Méh.

## Producteur de cinéma
Un des 3 coproducteurs de la société OPEN FILM avec Jacques Zajdermann et Jérôme Laperrousaz:
- 1970: European Music Revolution et Music Power, deux longs métrages musicaux sur le Festival d’Amougies, co-réalisé et coproduit avec Jérôme Laperrousaz.
- 1972: Continental Circus, de  Jérôme Laperrousaz, prix Jean Vigo.
- 1972: La cicatrice intérieure, de Philippe Garrel.

## Écriture

### Fictions radiophoniques
- Alinosi ou les voix du Seigneur sont impénétrables, écriture d’une dramatique radiophonique diffusée sur France Inter.
- Marcel Grateau ou l’ange de l’ondulation.

### Scénarios TV/série
- 1986: La planète des ports, écriture pour Pathé Cinéma, d’un feuilleton de six épisodes, mettant en scène une société secrète de femmes agissant dans le cadre de l’activité des ports du monde entier.
- 2005: Mon Juge Série de fictions inspirées de la réalité-AGAT Films.

### Littérature
- 2019: L’instant d’avant, roman aux Éditions Persée.
- 2019: Etienne et Joséphine, policier, titre provisoire en cours d’écriture.

### Articles de presse
- Magazine de l’aviation: L’industrie aéronautique a 50 ans La Croix du 20/4/1959.
- Gagarine et Zola par Jacques Siclier Le Monde du 19/4/1961.
- L’usine dans les sables par Jean Barenat L’Humanité du 28/1/1962 et par Jacques Siclier Le Monde du 27/1/1962.
- L’usine sans hommes par Marie-Louise Haumont Combat du 31/7/1962.
- L’autre miracle de Dunkerque  par Jacques Mourgeon du 29/1/1962.
- Est-il bon est-il méchant That is the question L’Aurore 1965.
- Les clefs du futur: La caméra invisible Télé 7 jours 26/10/1966.
- En direct du Paris souterrain par Jacques Brincourt Le Figaro du 18/5/1968
- Guillaume le conquis par Philippe Aubert Combat du 1/10/1970.
- Amougies par Henry Chapier Combat du 29/5/1970.
- Je rêve, tu rêves par Michel Cressole Libération du 21/3/1979.
- La coiffure aux enchères par Véronique Sedro Le Figaro du 10/8/1982.
- Hommage à Jacques Lecoq Arte Magazine n°12-23/3/1999.

### Livre
- Christian Bosséno 200 téléastes français.